# Харрисон, Джон (дегустатор)
Джон Харрисон (англ. John Harrison; род. 1942) — американский дегустатор мороженого, работавший в компании Dreyer’s. Проработав в этой компании 30 лет, Харрисон получил прозвище «Человек-мороженое».

## Биография
Харрисон стал сотрудником компании по производству мороженого Dreyer’s в 1980 году, выступая в качестве дегустатора вплоть до выхода на пенсию в 2010 году. Он ежедневно пробовал в среднем 60 видов мороженого. Харрисон не проглатывал мороженое и всегда выплёвывал его. По его собственным оценкам, он попробовал несколько сотен миллионов галлонов мороженого на работе. Он помог создать более 100 уникальных вкусов мороженого (по неподтверждённым данным он изобрёл разновидность мороженого Cookies and Cream). По оценкам экспертов, Харрисон является «самым популярным мороженщиком в Америке».
Харрисон участвовал во многих телевизионных программах. В 1997 году он был удостоен звания «Мастер-дегустатор года» Американского дегустационного института. Харрисон придерживается строгой диеты, чтобы не потерять остроту вкуса. По работе он часто ездил в длительные и дальние командировки. Мороженое он пробует специальной позолоченной ложкой, чтобы вкус металла не сбил ощущения от продукта.
Вся семья отца Харрисона, вплоть до его прадеда, так или иначе была вовлечена в индустрию мороженого. Харрисон женат и живёт в Палм-Дезерт. Язык (а конкретно вкусовые рецепторы) Харрисона застрахован на миллион долларов.